# Pachycispia picta
Pachycispia picta är en fjärilsart som beskrevs av Butler 1882. Pachycispia picta ingår i släktet Pachycispia och familjen tandspinnare. Inga underarter finns listade i Catalogue of Life.